# New Girl
New Girl es una serie de televisión estadounidense que se estrenó en Fox el 20 de septiembre de 2011. Desarrollado por Elizabeth Meriwether bajo el título de Chicks & Dicks, la serie gira en torno de una profesora fuera de lo común, Jess (Zooey Deschanel) luego de mudarse a un apartamento en Los Ángeles con tres hombres, Nick (Jake Johnson), Schmidt (Max Greenfield) y Winston (Lamorne Morris); la mejor amiga de Jess, Cece (Hannah Simone) y el compañero regular del departamento, entrenador (Damon Wayans, Jr.) también forman parte de la serie. La serie combina elementos de comedia y drama como los personajes, todos en una edad de treinta y tanto, quienes se ocupan de sus relaciones personales y laborales.
El 28 de septiembre de 2011, después de emitirse los dos primeros episodios, Fox encargó el rodaje de 11 episodios adicionales a los 13 que inicialmente estaban planeados, con lo que la primera temporada quedó con 24 episodios.
New Girl ha recibido respuestas favorables de los críticos desde su inicio, con muchos elogios por la actuación de Deschanel. El 15 de diciembre de 2011, la serie fue nominada para el Globo de Oro a la Mejor Serie de Televisión - Musical o Comedia y Deschanel fue nominada para el Globo de Oro a la Mejor Actriz - Serie de Televisión Musical o Comedia. "Nick Miller" de Jake Johnson fue nombrado Personaje de TV del Año 2012 por el sitio web de cultura popular UnderScoopFire. La serie recibió cinco nominaciones a los Premios Primetime Emmy 2012, incluyendo "Mejor Actriz Principal en una Serie de Comedia" para Deschanel, "Mejor Actor de Reparto en una Serie de Comedia" para Greenfield, "Mejor Dirección en una Serie de Comedia", "Mejor Reparto de una Serie de Comedia" y "Mejor diseño del Título Principal".
New Girl fue renovada oficialmente para una segunda temporada en Fox el 9 de abril de 2012, la que se estrenó el 25 de septiembre de 2012. El 4 de marzo de 2013 la serie fue renovada para una tercera temporada. El 7 de marzo de 2014, la serie se renovó para una cuarta temporada. El 31 de marzo de 2015, la serie se renovó para su quinta temporada. El 16 de mayo de 2016, Elizabeth Meriweather anunció a través de Twitter la sexta temporada, y fue estrenado para el 20 de septiembre de 2016. El 14 de mayo de 2017, Fox anunció que la serie fue renovada para una séptima y última temporada que constará de 8 episodios. Finalizando la serie el 15 de mayo de 2018.

## Sinopsis
Jessica "Jess" Christopher Day (Zooey Deschanel) es una joven mujer y profesora de escuela secundaria en Los Ángeles. Un día Jess regresa a su hogar y descubre a su novio con otra mujer. Jess lo deja inmediatamente, y comienza la búsqueda de un nuevo hogar. Al ver un anuncio de un nuevo compañero de piso, se muda a un apartamento con tres hombres: Nick (Jake Johnson), Schmidt (Max Greenfield) y entrenador (Damon Wayans, Jr.). Después del episodio "Pilot", Winston (Lamorne Morris), un antiguo compañero de piso de Nick y Schmidt, vuelve al departamento ocupando el puesto de entrenador. La mejor amiga de Jess, Cece (Hannah Simone), también forma parte de la historia.

## Elenco y personajes

### Personajes principales
| Actor             | Personaje                    | Temporadas      | Temporadas | Temporadas | Temporadas | Temporadas | Temporadas | Temporadas |
| Actor             | Personaje                    | 1               | 2          | 3          | 4          | 5          | 6          | 7          |
| ----------------- | ---------------------------- | --------------- | ---------- | ---------- | ---------- | ---------- | ---------- | ---------- |
| Zooey Deschanel   | Jessica "Jess" Day           | Principal       | Principal  | Principal  | Principal  | Principal  | Principal  | Principal  |
| Jake Johnson      | Nicholas "Nick" Miller       | Principal       | Principal  | Principal  | Principal  | Principal  | Principal  | Principal  |
| Max Greenfield    | Winston Schmidt              | Principal       | Principal  | Principal  | Principal  | Principal  | Principal  | Principal  |
| Damon Wayans, Jr. | Ernie "Entrenador" Tagliaboo | Primer episodio |            | Recurrente | Principal  | Invitado   | Invitado   | Invitado   |
| Hannah Simone     | Cecilia "Cece" Parekh        | Principal       | Principal  | Principal  | Principal  | Principal  | Principal  | Principal  |
| Lamorne Morris    | Winston Bishop               | Principal       | Principal  | Principal  | Principal  | Principal  | Principal  | Principal  |
| Rhiannon Rockoff  | Ruth Schmidt-Parekh          |                 |            |            |            |            |            | Principal  |

## Episodios
| Temporada | Temporada | Episodios | Episodios | Emisión original         | Emisión original   |
| Temporada | Temporada | Episodios | Episodios | Primera emisión          | Última emisión     |
| --------- | --------- | --------- | --------- | ------------------------ | ------------------ |
|           | 1         | 24        | 24        | 20 de septiembre de 2011 | 8 de mayo de 2012  |
|           | 2         | 25        | 25        | 25 de septiembre de 2012 | 14 de mayo de 2013 |
|           | 3         | 23        | 23        | 17 de septiembre de 2013 | 6 de mayo de 2014  |
|           | 4         | 22        | 22        | 16 de septiembre de 2014 | 5 de mayo de 2015  |
|           | 5         | 22        | 22        | 5 de enero de 2016       | 10 de mayo de 2016 |
|           | 6         | 22        | 22        | 20 de septiembre de 2016 | 4 de abril de 2017 |
|           | 7         | 8         | 8         | 10 de abril de 2018      | 15 de mayo de 2018 |

## Producción

### Creación
La serie fue creada, producida y escrita por Elizabeth Meriwether para Chermin Entertainment y Fox Television Studios.

### Desarrollo
La serie fue titulada provisionalmente Chicks and Dicks, que se utilizó temporalmente como el título debido a su descripción de la historia en ese punto. A medida que el guion fue desarrollado, la trama llegó a ser más socialmente orientada, más que sobre los esfuerzos sexuales de los compañeros de habitación, por lo que el título fue cambiado a “New Girl”.
La serie se estrenó el martes 20 de septiembre de 2011 en Fox, y también se transmite en Channel 4 en el Reino Unido, Citytv en Canadá y en FOUR en Nueva Zelanda.

### Casting
A Zooey Deschanel le preguntaron una vez si el personaje fue escrito para ella en concreto, a lo que ella respondió que no lo era, sino que "debería haber sido". Cuando se le pidió unirse al equipo, Deschanel se cuestionó si tenía alguna duda. Deschanel respondió que le encanta trabajar con el equipo y que Jess es sin duda el personaje que le gustaría interpretar para siempre.
Damon Wayans, Jr. tomó el papel de entrenador esperando que su serie anterior, la comedia de ABC Happy Endings, fuera cancelada. Cuando esa serie fue renovada para una segunda temporada, Wayans dejó New Girl y fue reemplazado por Morris. De acuerdo con "The Hollywood Reporter", Meriwether dice que alrededor del 80 por ciento del piloto habría tenido que ser regrabado con el fin de eliminar a Wayans del episodio, ya que él estaba en uno de los papeles principales de la serie. Por lo tanto, Meriwether, 20th Century Fox y el estudio decidieron mantener a los personajes y la trama del episodio como estaban, con Morris uniéndose a la serie en el segundo episodio.

## Recepción
En junio de 2011, New Girl fue uno de los ocho galardonados en la categoría "más emocionante nueva serie" en el 1st Critics' Choice Television Awards, votado por periodistas que habían visto a los pilotos. Comentario agregado en la página web Metacritic le dio una puntuación de 66/100 sobre la base de "críticas generalmente favorables". BuddyTV clasificó New Girl #5 en la lista de los mejores nuevos programas de televisión de 2011. El episodio piloto atrajo 10,28 millones de espectadores, un 4,8 Adultos de 18-49. Este fue el debut de mayor audiencia para un programa de Fox con guion desde The Bernie Mac Show en 2001.
La serie ha sido nominada para varios premios, incluyendo el Globo de Oro a la Mejor Serie de Comedia y Mejor Actriz Principal en una Serie de Comedia por Zooey Deschanel, así como dos premios Critics Choice, Mejor Serie de Comedia y Mejor Actriz de Comedia por Deschanel. La serie también recibió 5 nominaciones a los Premios Darwin 2012. Esto incluyó Mejor Serie de Comedia, Mejor Nueva Serie de TV, Mejor Actor (Jake Johnson), Mejor Actor/Actriz en una Nueva Serie de TV (Zooey Deschanel) y Mejor Guion, ganando los dos últimos.

## Premios y nominaciones
| Año  | Premiación                                | Categoría                                                            | Candidato                                                            | Resultado |
| ---- | ----------------------------------------- | -------------------------------------------------------------------- | -------------------------------------------------------------------- | --------- |
| 2011 | Satellite Award                           | Mejor actriz - Serie Musical o Comedia                               | Zooey Deschanel                                                      | Nominado  |
| 2012 | People's Choice Award                     | Nueva Comedia Favorita de TV                                         | Nueva Comedia Favorita de TV                                         | Nominado  |
| 2012 | Globo de Oro                              | Mejor Serie de Televisión - Musical o Comedia                        | Mejor Serie de Televisión - Musical o Comedia                        | Nominado  |
| 2012 | Globo de Oro                              | Mejor Actriz - Serie de Televisión Musical o Comedia                 | Zooey Deschanel                                                      | Nominado  |
| 2012 | ADG Excellence in Production Design Award | Episodio de media hora de una serie de televisión de una sola cámara | Episodio de media hora de una serie de televisión de una sola cámara | Nominado  |
| 2012 | Writers Guild of America Award            | Mejor Nueva Serie                                                    | Mejor Nueva Serie                                                    | Nominado  |
| 2012 | Young Artist Award                        | Mejor Actuación en una Serie de TV - Actriz Joven Recurrente         | Lauren Owens                                                         | Nominado  |
| 2012 | TV Guide Award                            | Actriz Favorita                                                      | Zooey Deschanel                                                      | Ganador   |
| 2012 | Critics' Choice Television Awards         | Mejor Serie de Comedia                                               | Mejor Serie de Comedia                                               | Nominado  |
| 2012 | Critics' Choice Television Awards         | Mejor Actriz en una Serie de Comedia                                 | Zooey Deschanel                                                      | Ganador   |
| 2012 | Critics' Choice Television Awards         | Mejor Actor de Reparto en una Serie de Comedia                       | Max Greenfield                                                       | Nominado  |
| 2012 | Critics' Choice Television Awards         | Mejor Actor Invitado en una Serie de Comedia                         | Justin Long                                                          | Nominado  |
| 2012 | Teen Choice Award                         | Choice TV: Comedia                                                   | Choice TV: Comedia                                                   | Nominado  |
| 2012 | Teen Choice Award                         | Choice Actriz de TV: Comedia                                         | Zooey Deschanel                                                      | Nominado  |
| 2012 | Teen Choice Award                         | Choice Serie Revelación de TV                                        | Choice Serie Revelación de TV                                        | Nominado  |
| 2012 | Teen Choice Award                         | Choice Estrella Revelación de TV - Hombre                            | Jake Johnson                                                         | Nominado  |
| 2012 | Teen Choice Award                         | Choice Estrella Revelación de TV - Hombre                            | Lamorne Morris                                                       | Nominado  |
| 2012 | Teen Choice Award                         | Choice Estrella Revelación de TV - Mujer                             | Hannah Simone                                                        | Ganador   |
| 2012 | Teen Choice Award                         | Choice Scene Stealer de TV - Hombre                                  | Max Greenfield                                                       | Nominado  |
| 2012 | Television Critics Association Award      | Nuevo Programa Excepcional                                           | Nuevo Programa Excepcional                                           | Nominado  |
| 2012 | Premios Primetime Emmy                    | Mejor Actriz Principal en una Serie de Comedia                       | Zooey Deschanel                                                      | Nominado  |
| 2012 | Premios Primetime Emmy                    | Mejor Actor de Reparto en una Serie de Comedia                       | Max Greenfield                                                       | Nominado  |
| 2012 | Premios Primetime Emmy                    | Mejor Dirección en una Serie de Comedia                              | Jake Kasdan (Episodio: "Piloto")                                     | Nominado  |
| 2012 | Premios Primetime Emmy                    | Mejor Reparto en Serie de Comedia                                    | Mejor Reparto en Serie de Comedia                                    | Nominado  |
| 2012 | Premios Primetime Emmy                    | Mejor Diseño del Título Principal                                    | Mejor Diseño del Título Principal                                    | Nominado  |
| 2013 | People's Choice Award                     | Favorite Network TV Comedy                                           | Favorite Network TV Comedy                                           | Nominado  |
| 2013 | People's Choice Award                     | Favorite TV Comedy Actress                                           | Zooey Deschanel                                                      | Nominada  |

## Estreno

### En línea
El piloto fue lanzado primero a través de servicios en línea como Hulu Plus, TiVo, e iTunes antes del estreno el 20 de septiembre de 2011 en FOX.

### Doblaje al español
| Personaje              | Actor original    | Actor de doblaje (Latinoamérica) | Actor de doblaje (España) | Temporada |
| ---------------------- | ----------------- | -------------------------------- | ------------------------- | --------- |
| Jessica "Jess" Day     | Zooey Deschanel   | Jessica Ortiz                    | Marta Barbará             | 1-        |
| Nicholas "Nick" Miller | Jake Johnson      | José Antonio Macías              | José Javier Serrano       | 1-        |
| Schmidt                | Max Greenfield    | Arturo Cataño                    | Sergio Mesa               | 1-        |
| Winston Bishop         | Lamorne Morris    | Daniel del Roble                 | Rafael Parra              | 1-        |
| Cecilia "Cece" Parikh  | Hannah Simone     | Marisol Romero                   | Carmen Calvell            | 1-        |
| Entrenador             | Damon Wayans, Jr. | José Arenas                      | Carlos Lladó              | 1-        |
| Estudio de doblaje     | N/D               | SDI Media de México              | Digit Sound (Barcelona)   | N/D       |
| Director de doblaje    | N/D               | Héctor Emmanuel Gómez            | Manuel García Guevara     | N/D       |
| Traductor              | N/D               | ¿?                               | María Sieso               | N/D       |
| Adaptador              | N/D               | ¿?                               | Manuel García Guevara     | N/D       |
| Productor ejecutivo    | N/D               | Eduardo Giaccardi                |                           | N/D       |

## Emisión internacional
| País | Canal                          | Estreno |
| --- | ------------------------------ | --- |
| Bandera de Canadá | Citytv                         | 20 de septiembre de 2011 |
| Bandera de Filipinas | ETC, STAR World, STAR World HD | 7 de octubre de 2011 |
| Bandera de Corea del Sur | On Style                       | 8 de octubre de 2011[cita requerida] |
| Bandera de Indonesia | Star World                     | 5 de noviembre de 2011 |
| Bandera de Singapur | Star World                     | 5 de noviembre de 2011 |
| Bandera de Taiwán | Star World                     | 5 de noviembre de 2011 |
| Bandera de Malasia | Star World                     | 5 de noviembre de 2011 |
| Bandera de Noruega | TV2 Bliss                      | 4 de diciembre de 2011[cita requerida] |
| Bandera de los Países Bajos | RTL 5                          | 6 de diciembre de 2011[cita requerida] |
| Bandera de Austria · Bandera de Alemania | ProSieben, Sixx                | 5 de enero de 2012 |
| Bandera del Reino Unido | Channel 4, E4                  | 6 de enero de 2012 |
| Bandera de Australia | Network Ten                    | 22 de enero de 2012 |
| Bandera de Italia | Fox, Fox Comedy                | 25 de enero de 2012 |
| Bandera de Israel | Yes Comedy                     | 11 de febrero de 2012[cita requerida] |
| Bandera de Nueva Zelanda | Four                           | 7 de febrero de 2012 |
| Bandera de Sudáfrica | M-Net Series                   | 11 de febrero de 2012 |
| Bandera de Finlandia | Sub                            | 13 de febrero de 2012 (como "Kolme miestä ja tyttö [Tres hombres y una chica])[cita requerida]                                                                          |
| Bandera de Dinamarca | TV 2 Zulu                      | 21 de febrero de 2012[cita requerida] |
| Bandera de Islandia | Stöð 2                         | febrero de 2012[cita requerida] |
| Bandera de Portugal | Fox Life                       | 6 de marzo de 2012 (como "Jess e os Rapazes" [Jess y los chicos]) |
| Bandera de Irlanda | RTÉ Two                        | 6 de marzo de 2012 |
| Bandera de Grecia | FOXlife Grecia                 | 20 de marzo de 2012[cita requerida] |
| Bandera de Turquía | FOXlife Grecia                 | 20 de marzo de 2012[cita requerida] |
| Bandera de Bélgica | 2BE                            | 22 de marzo de 2012 (Eliminado de la pantalla después de sólo 4 episodios debido a que los televidentes no fueron suficientes.)[cita requerida] 1 de septiembre de 2012 |
| Bandera de Brasil | Fox Brasil                     | 4 de abril de 2012 |
| Bandera de Colombia · Bandera de Perú · Bandera de la República Dominicana · Bandera de Argentina · Bandera de Bolivia · Bandera de Chile · Bandera de Costa Rica · Bandera de México · Bandera de Uruguay · Bandera de Venezuela · Bandera de Guatemala | Fox                            | 10 de abril de 2012[cita requerida] |
| Bandera de Japón | Fox Japón                      | 22 de abril de 2012[cita requerida] |
| Bandera de España | Fox, FDF                       | 4 de julio de 2012 |
| Bandera de Bangladés · Bandera de la India · Bandera de Pakistán · Bandera de Sri Lanka | STAR World India               | 4 de julio de 2012[cita requerida] |
| Bandera de Suecia | TV4                            | 13 de abril de 2012 |
| Bandera de Polonia | Fox Polonia                    | 13 de agosto de 2012 (como "Jess i chłopaki" [Jess y chicos]) |
| Bandera de Francia | TF6, M6                        | 19 de noviembre de 2012 |
| Bandera de Rusia | Muz-TV                         | 26 de noviembre de 2012[cita requerida] |
| Bandera de Uruguay | Monte Carlo TV                 | 2012 |